# Lehátkový vůz

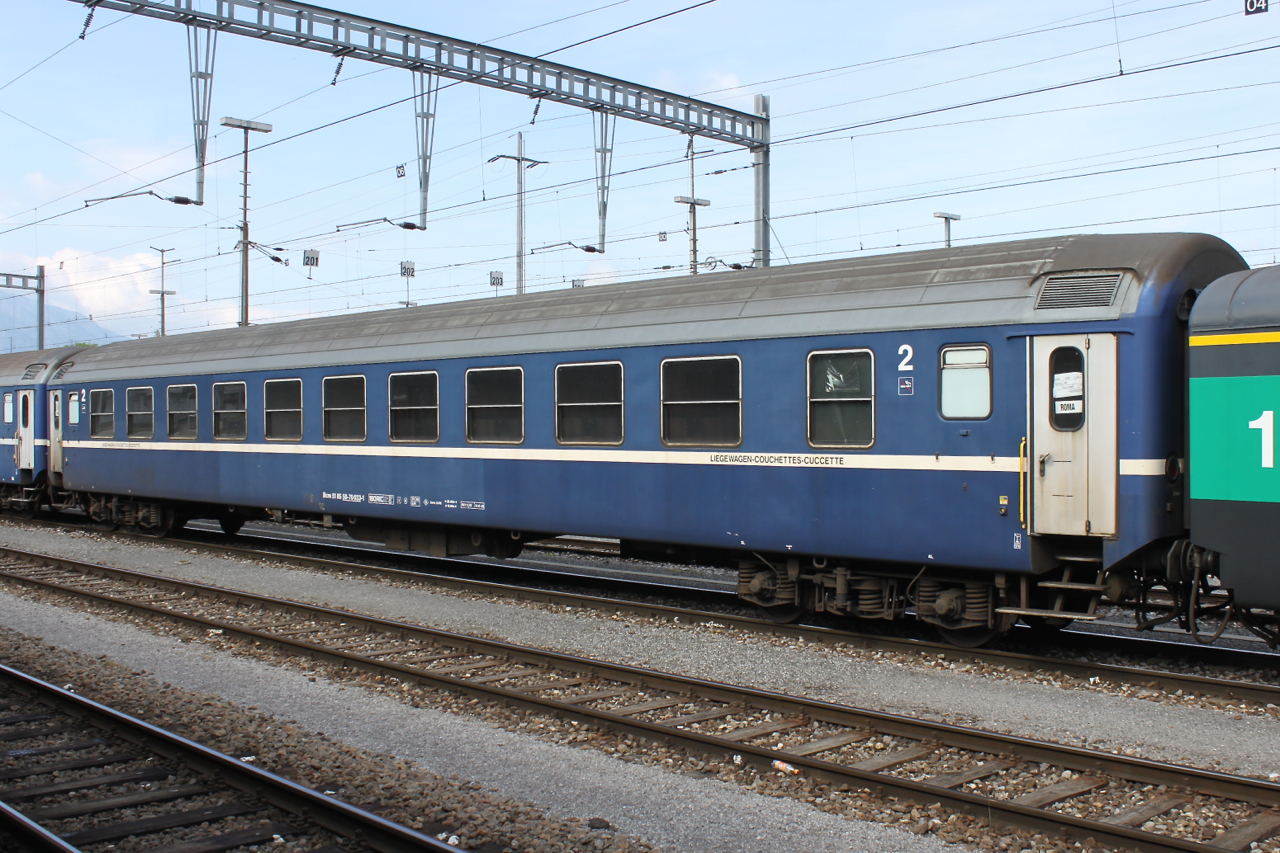
Lehátkový vůz SBB

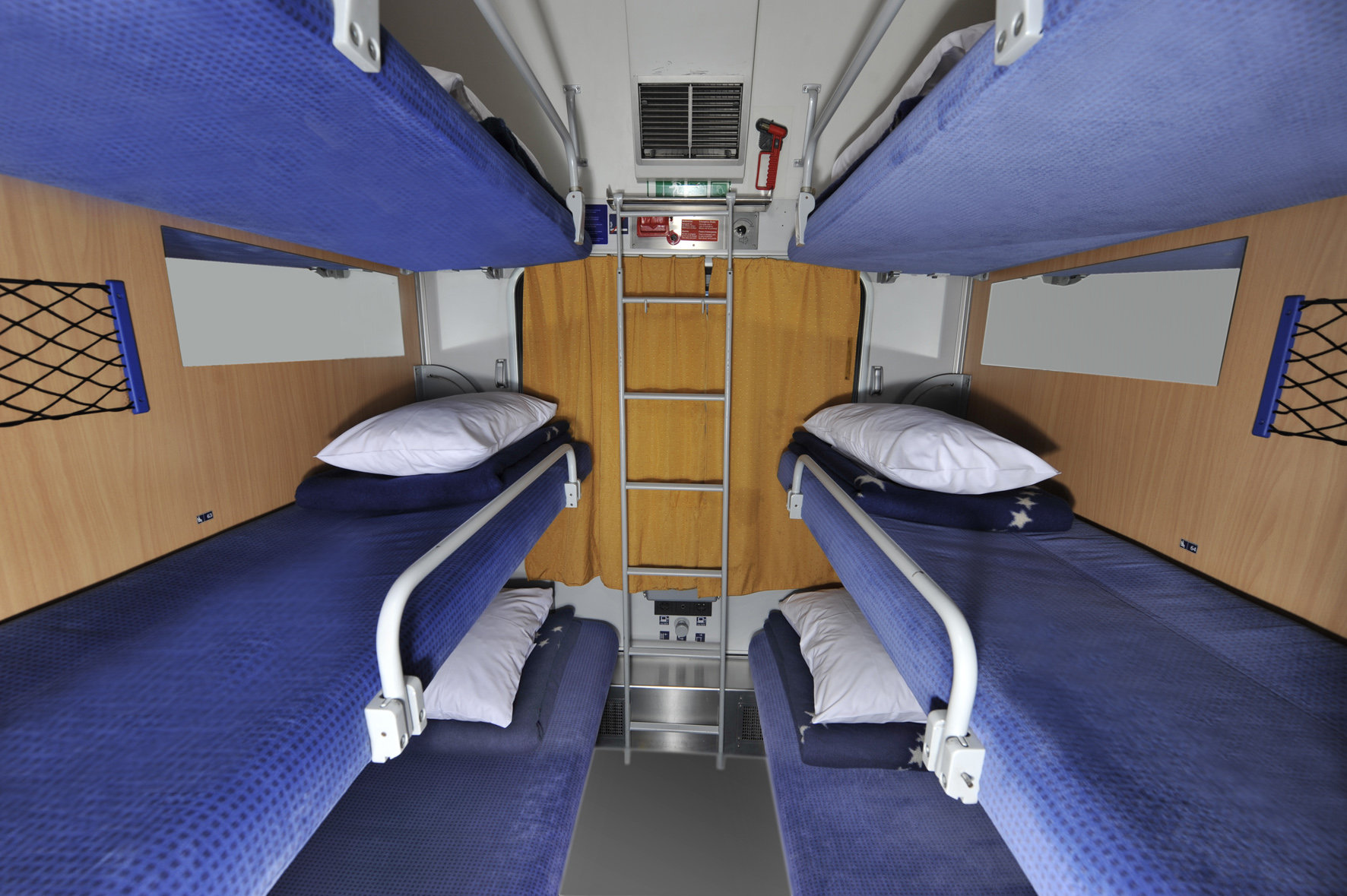
Kupé v lehátkovém voze CNL

Lehátkový vůz je železniční osobní vůz využívaný k přepravě osob, které mohou během cesty ležet. Vozy jsou podobné vozům lůžkovým s tím rozdílem, že poskytují vyšší obsaditelnost za cenu nižšího komfortu. Jsou nasazovány zpravidla na noční dálkové vlaky kategorie rychlík, EuroNight a CityNightLine. V části trasy mohou být zařazeny i v jiných denních dálkových vlacích (InterCity, EuroCity).

## Historie
Už počátkem 20. století existovala široká nabídka nočních vlaků s lůžkovými vozy. Tyto vozy v té době poskytovaly nejvyšší možný komfort v dálkové dopravě, což se projevilo i na vysoké ceně jízdného. Proto byly hledány možnosti, jak zvýšit obsaditelnost lůžkových vozů, což by umožnilo přepravit více osob a tím zároveň částečně snížit jízdné. V období mezi světovými válkami zároveň vzrostla poptávka po hromadných zájezdech do turistických destinací. Tento požadavek řešily některé evropské železnice přestavbou starších vozů na jednodušeji zařízené lůžkové vozy s vyšším počtem míst pro cestující. Tyto vozy ale obvykle ještě nebyly řazeny do běžných nočních vlaků, byly nasazovány pouze na zvláštní spoje.
Tak např. v letech 1932-1937 přestavěly Spolkové dráhy Rakouska (BBÖ) 15 starších dvounápravových vozů původních typů Ia a Ib kkStB na tzv. Sportliegewagen. Tyto vozy měly čtyři kupé, každé se šesti lehátky. Byly používány zejména v turistických vlacích do zimních sportovních středisek. Ačkoliv byly po roce 1945 přestavěny zpět na běžné vozy k sezení, svým vnitřním uspořádáním, tj. tři lehátka nad sebou po obou stranách kupé, se staly vzorem pro poválečná provedení lehátkových vozů.
Moderní lehátkové vozy se v Evropě objevují v poválečných letech, kdy několik evropských železnic začalo i do běžných nočních vlaků nasazovat mimo lůžkové vozy také o něco méně komfortní lehátkové vozy. Záměrem bylo, aby pohodlné noční cestování mohly využívat širší vrstvy obyvatelstva díky nižší ceně jízdného oproti lůžkovým vozům. Mimo to se lehátkové vozy i nadále používaly ve zvláštních vlacích pro cestovní kanceláře.
Už v roce 1946 obdržely francouzské železnice SNCF první lehátkové vozy řady B9c9 typu DEV AO. Byly to vozy délky 23,344 m s devíti šestimístnými oddíly.
Pro německou cestovní kancelář Touropa bylo v letech 1953-1955 vyrobeno celkem 100 nových lehátkových vozů řady CL4ümg-53, později přeznačeno na Bcm251. Jednalo se o vozy délky 26,4 m s 12 lehátkovými oddíly po šesti místech. Prakticky stejné vozy nakoupily i Německé spolkové dráhy (DB) poprvé v roce 1954, jednalo se o řadu CL4ümg-54, později přeznačeno na Bcm241. Obdobné vozy byly nakupovány i v dalších letech. U pozdějších sérií se při stejné délce 26,4 m vnitřní uspořádání ustálilo na 11 oddílech, z toho jeden oddíl byl vyhrazen pro průvodce vozu. Pro cestující bylo tedy určeno 60 míst.
Největšího rozmachu dosáhly lehátkové vozy v 80. letech 20. století. Od 90. let dochází v Evropě k postupnému útlumu noční železniční dopravy (způsobené jednak rozšířením nízkonákladových leteckých společností a v západní Evropě také rozvojem vysokorychlostní železniční dopravy), což se odráží i na trvale klesajícím nasazení lehátkových vozů.

## Lehátkové vozy v České republice

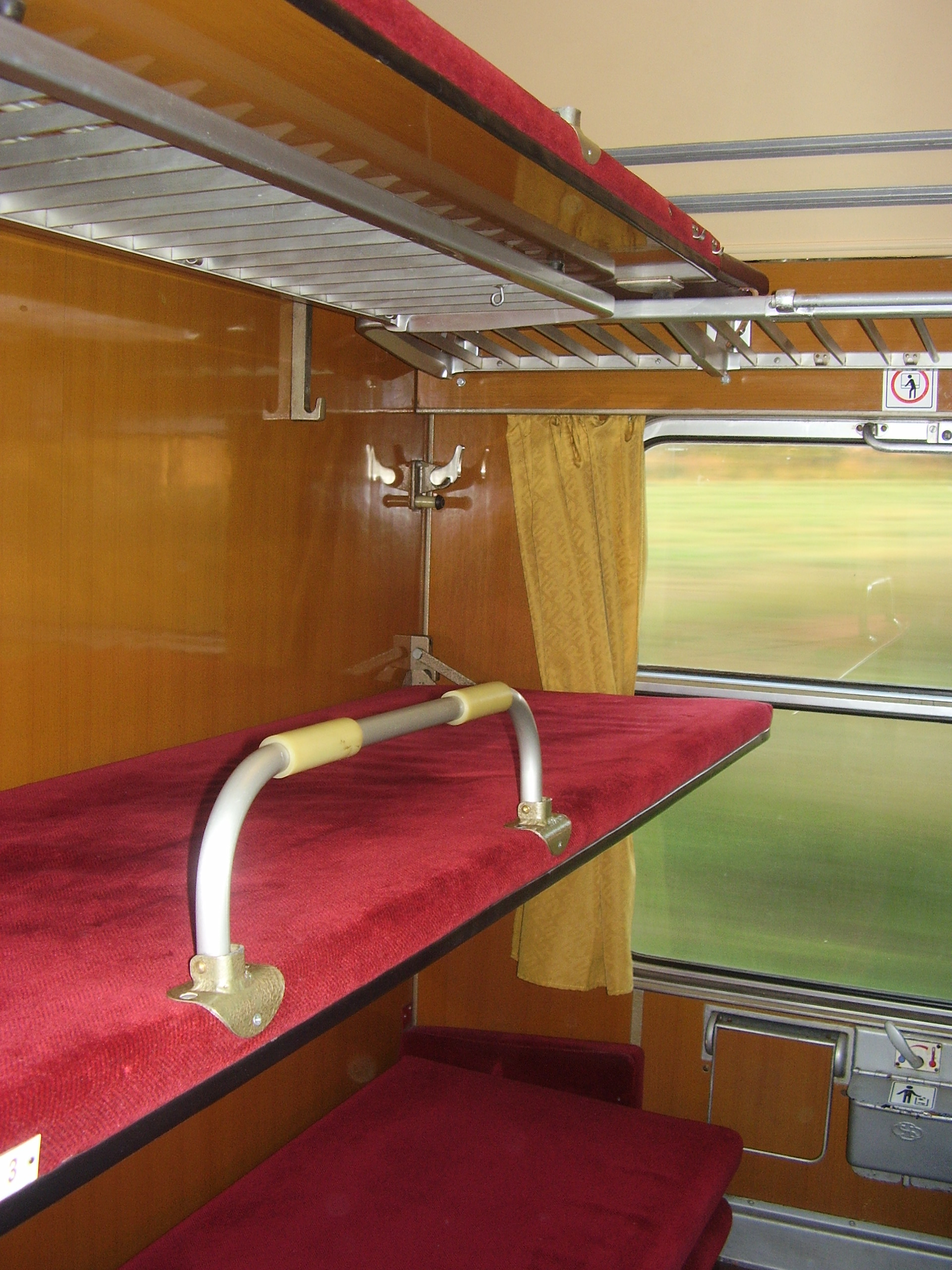
Interiér vozu Bc ŽSR, dodaného k ČSD v 80. letech

Za první lehátkové vozy u Československých státních drah (ČSD) lze považovat 10 vozů řady WLB č. 100 až 109, které byly dodány v roce 1956 z Waggonbau Görlitz. Jednalo se o stejnou konstrukci jako sovětské vozy kategorie kupé, čili svým uspořádáním (8 čtyřlůžkových oddílů) by odpovídaly dnešním lehátkovým vozům 1. třídy (ačkoliv v tehdejší době byly nazývány jako lužkové). Tyto vozy byly určeny pro přímé spojení Československa se Sovětským svazem.
Lehátkové vozy evropského typu byly k ČSD poprvé dodány v roce 1959, jednalo se o 90 vozů řady Bac 4900 až 4989 z vagónky Tatra Smíchov. Tyto vozy již měly standardní uspořádání interiéru, 9 oddílů po šesti lůžkách a jeden oddíl pro průvodce vozu.
V letech 1967 až 1972 bylo dodáno 96 vozů řady Bac 51 54 59-80 001 až 096 z Waggonbau Bautzen, později u Českých drah (ČD) označeno řadou Bc664. Tyto vozy měly také 9 šestilehátkových oddílů plus jeden oddíl pro průvodce, byly však již v moderní skříni odpovídající typu UIC-Y. V letech 1975 až 1984 následovalo dalších 210 vozů řady Bac, resp. Bcm 51 54 59-41 001 až 210. Některé z těchto vozů jsou u ČD dosud v provozu jako řady Bc842 a Bc833.
V roce 1984 byla k ČSD také dodána série 20 vozů řady BRcm 51 54 85-40 000 až 019, taktéž z Waggonbau Bautzen. Jednalo se o kombinované vozy délky 26,4 m s bufetový oddílem a pěti lehátkovými oddíly. Všechny zbylé vozy u ČD byly rekonstruovány na kombinované vozy 1. třídy s barovým oddílem řady ARmpee832.
Nejmodernějšími lehátkovými vozy v parku ČD je 9 vozů Bcmz834 61 81 59-70 z roku 1981, které byly odkoupeny od Rakouských spolkových drah (ÖBB) v roce 2014.

## Jiné varianty lehátkových vozů

### Cabine 8
Ve snaze ještě více zefektivnit přepravu cestujících na nočních linkách (tzn. vměstnat do jednoho vozu ještě více pasažérů) přišly francouzské železnice v roce 1986 s konceptem cabine 8, zaměřeným zejména na mladší klientelu. Jednalo se o 20 vozů řady B12u o délce 26,4 m s 12 osmimístnými lehátkovými oddíly. Aby se nad sebou vešly čtyři lehátka, musela být lehátka zalomena. Cestující tak stráví cestu ve skrčené poloze v pololehu. Vozy byly nasazeny na různé vnitrofrancouzské relace, zejména na spoje z Paříže do prázdninových letovisk. Protože nebyly příliš úspěšně přijaty, jejich relace se často měnily. V několika případech byly využity i v mezinárodních spojích, a to v roce 1986/87 na Simplon Expressu, v letech 1990-1994 na spoji Paris - Hamburg a v letech 1992-1998 na spoji Paris - Basel. Z provozu byly vyřazeny v roce 2001.

### Sleeperette

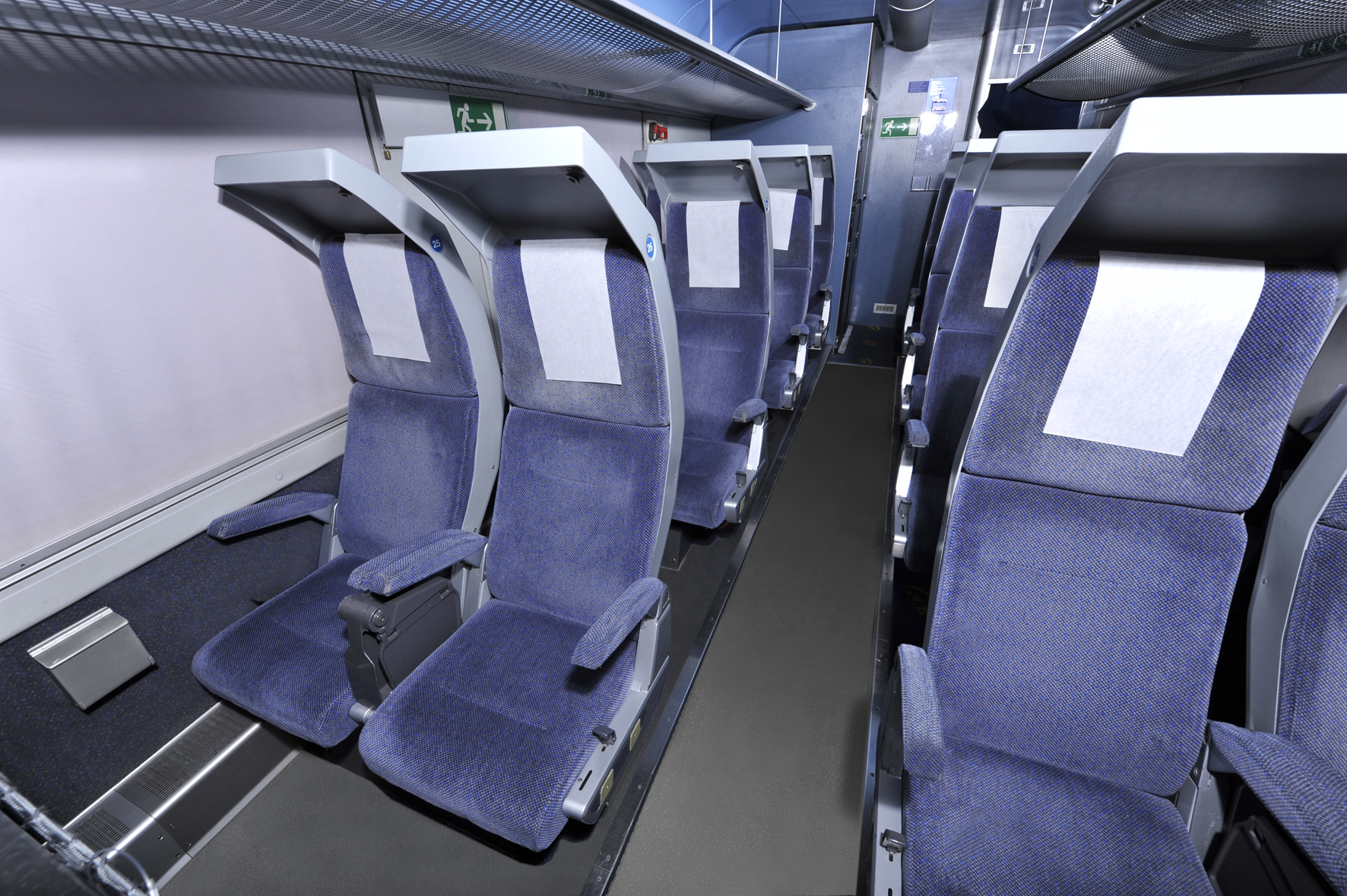
Sleeperette společnosti CityNightLine

Jinou cestou ke zvýšení obsaditelnosti a tím snížení ceny jízdného v nočních vlacích bylo zařazení vozů se sklopnými sedadly, tzv. Sleeperette. Jedná se o velkoprostorové vozy se sedadly, jejichž opěradlo je více sklopitelné do horizontální polohy. V České republice lze potkat vůz tohoto typu řady Bpm společnosti CityNightLine na nočním spoji Praha - Zürich.

### Lehátkové vozy 1. třídy

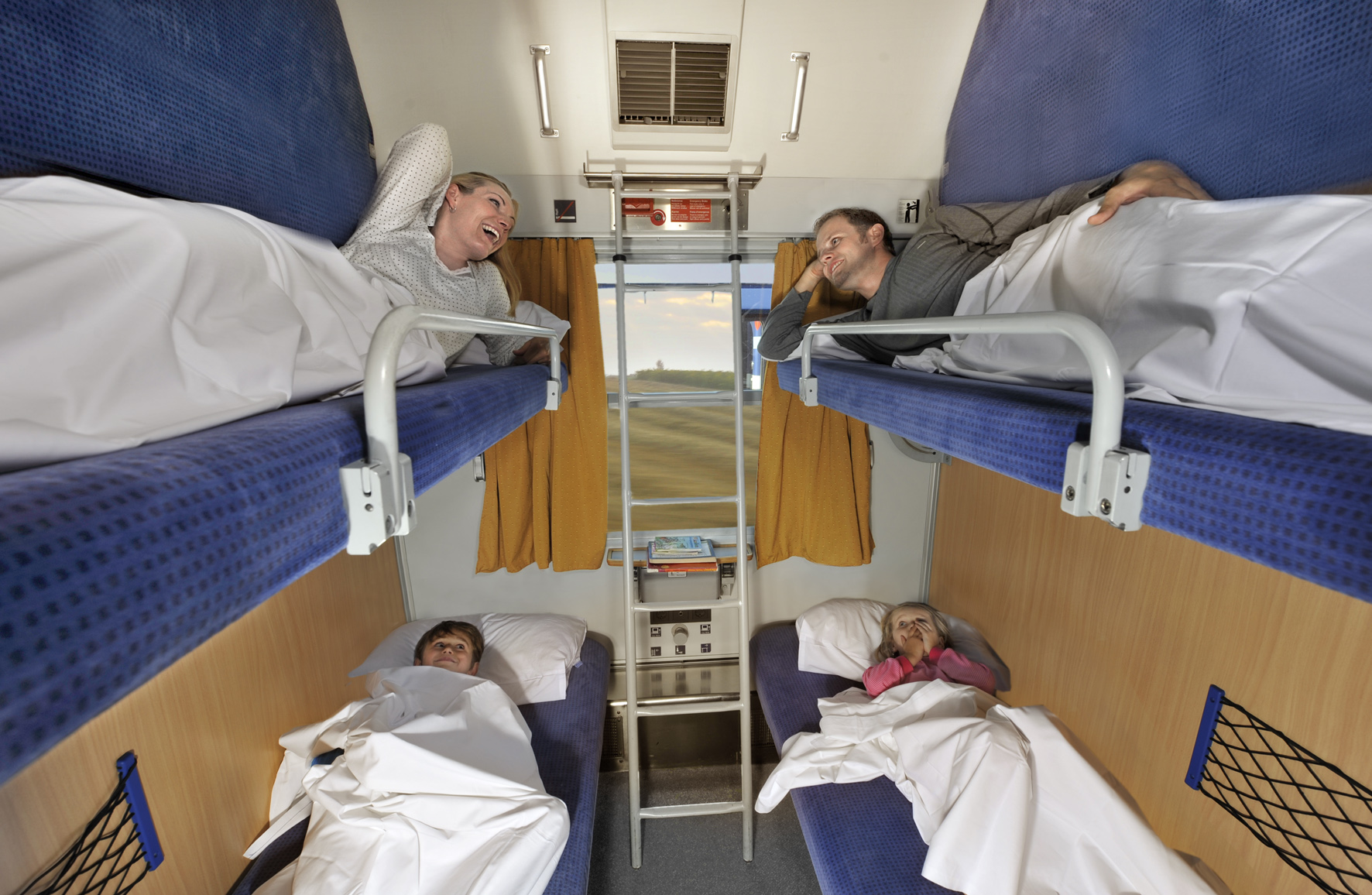
Čtyřmístný lehátkový oddíl společnosti CityNightLine

Některé železniční společnosti provozují také lehátkové vozy 1. třídy. Jejich řadové označení začíná na Ac. Oproti vozům 2. třídy mají v oddíle jen čtyři lehátka místo šesti. Cestování ve čtyřmístných lehátkových oddílech ale nabízejí i další společnosti, kdy v běžných šestimístných oddílech prodávají jen čtyři místa za vyšší cenu (dvě místa v kupé zůstávají neobsazena). Takový tarif se nazývá T4, standardní šestimístné oddíly jsou pak v tarifu T6.

### Bývalý Sovětský svaz

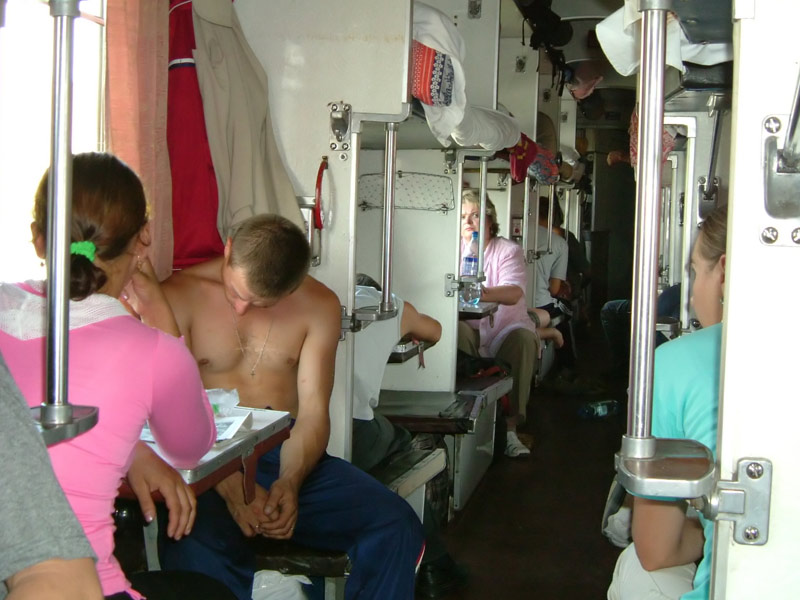
Vůz třídy plackartnyj

Na území bývalého Sovětského svazu je dodnes poněkud odlišný koncept noční dopravy, se kterým souvisí i odlišné typy železničních vozů. Jako lehátkové vozy lze považovat dvě kategorie, a sice třídu Plackartnyj, což jsou velkoprostorové lehátkové vozy, nejčastěji 54 míst v jednom voze. Tyto vozy nemají evropský ekvivalent. Dále kategorie Kupé, což jsou vozy se čtyřlůžkovými oddíly, nejčastěji 36 míst. Svým vybavením a uspořádáním se blíží evropským lehátkovým vozům 1. třídy řady Ac. Další vyšší kategorie jako SV, Ljuks a VIP odpovídají lůžkovým vozům. Podobné kategorie vozů jsou i v Číně a některých dalších asijských zemích.

## Cestování v lehátkových vozech
Pro cestu v lehátkovém voze je třeba mít jízdenku v tarifu tzv. globálního jízdného včetně rezervace nebo běžnou jízdenku plus příplatek (místenku) pro lehátkové vozy. Pro šestimístná kupé postačuje jízdenka 2. třídy, pro čtyřmístná kupé je potřeba jízdenka 1. třídy. U některých vlaků lze zakoupit místenku také přímo u průvodce vlaku při nástupu. U některých společností (např. JLV) je průvodce přítomen u každého vozu a kontroluje cestovní doklady před nástupem, u jiných společností (např. CNL) je jeden průvodce na několik vozů a cestovní doklady jsou kontrolovány až během jízdy. Průvodce si cestovní doklady obvykle ponechá u sebe po celou dobu jízdy. U průvodce je možno zakoupit jednoduché občerstvení. V ceně jízdného je obvykle povlečení, polštář a deka. Výjimkou jsou některé nízkonákladové služby, jako např. v Polsku Tania Kuszetka, kde je poskytováno pouze prostěradlo. Na rozdíl od lůžkových vozů nejsou v lehátkových vozech rozlišovány kupé podle pohlaví, nicméně u některých společností lze zakoupit rezervaci do čistě dámského oddílu.